# Celo & Abdi/Diskografie
Diese Diskografie ist eine Übersicht über die musikalischen Werke des deutschen Rap-Duos Celo & Abdi. Die erfolgreichste Veröffentlichung von Celo & Abdi ist die in Zusammenarbeit mit Olexesh und Nimo entstandene Single Rhythm N’ Flouz mit über 200.000 verkauften Einheiten.

## Alben

### Studioalben
| Jahr | Titel Musiklabel         | Höchstplatzierung, Gesamtwochen, AuszeichnungChartplatzierungen (Jahr, Titel, Musiklabel, Platzierungen, Wochen, Auszeichnungen, Anmerkungen) | Höchstplatzierung, Gesamtwochen, AuszeichnungChartplatzierungen (Jahr, Titel, Musiklabel, Platzierungen, Wochen, Auszeichnungen, Anmerkungen) | Höchstplatzierung, Gesamtwochen, AuszeichnungChartplatzierungen (Jahr, Titel, Musiklabel, Platzierungen, Wochen, Auszeichnungen, Anmerkungen) | Anmerkungen                            |
| Jahr | Titel Musiklabel         | DE | AT | CH | Anmerkungen                            |
| ---- | ------------------------ | --- | --- | --- | -------------------------------------- |
| 2012 | Hinterhofjargon Azzlackz | DE8 (2 Wo.)DE | AT29 (1 Wo.)AT | CH13 (2 Wo.)CH | Erstveröffentlichung: 25. Mai 2012     |
| 2014 | Akupunktur Azzlackz      | DE3 (4 Wo.)DE | AT14 (1 Wo.)AT | CH10 (3 Wo.)CH | Erstveröffentlichung: 6. Juni 2014     |
| 2015 | Bonchance Azzlackz       | DE8 (3 Wo.)DE | AT15 (1 Wo.)AT | CH7 (3 Wo.)CH | Erstveröffentlichung: 12. Juni 2015    |
| 2017 | Diaspora Azzlackz        | DE11 (2 Wo.)DE | AT54 (1 Wo.)AT | CH30 (1 Wo.)CH | Erstveröffentlichung: 27. Oktober 2017 |
| 2021 | Mietwagentape 2 385idéal | DE3 (2 Wo.)DE | AT34 (1 Wo.)AT | CH32 (1 Wo.)CH | Erstveröffentlichung: 8. Januar 2021   |
| 2024 | Duo Numero Uno 385idéal  | DE14 (1 Wo.)DE | — | — | Erstveröffentlichung: 25. Juli 2024    |

### Mixtapes
- 2011: Mietwagentape
- 2014: Frees Tape

### EPs
- 2017: Tandem EP

## Singles

### Als Leadmusiker
| Jahr | Titel Album                           | Höchstplatzierung, Gesamtwochen, AuszeichnungChartplatzierungen (Jahr, Titel, Album, Platzierungen, Wochen, Auszeichnungen, Anmerkungen) | Höchstplatzierung, Gesamtwochen, AuszeichnungChartplatzierungen (Jahr, Titel, Album, Platzierungen, Wochen, Auszeichnungen, Anmerkungen) | Höchstplatzierung, Gesamtwochen, AuszeichnungChartplatzierungen (Jahr, Titel, Album, Platzierungen, Wochen, Auszeichnungen, Anmerkungen) | Anmerkungen                                                                       |
| Jahr | Titel Album                           | DE | AT | CH | Anmerkungen                                                                       |
| --- | ------------------------------------- | --- | --- | --- | --------------------------------------------------------------------------------- |
| 2017 | Rhythm N’ Flouz Diaspora              | DE51 Gold · (9 Wo.)DE | — | — | Erstveröffentlichung: 1. September 2017 Verkäufe: + 200.000; feat. Olexesh & Nimo |
| 2020 | IBB Mietwagentape 2                   | DE59 (1 Wo.)DE | — | — | Erstveröffentlichung: 10. Juli 2020                                               |
| 2020 | Hinsetzen Anschnallen Mietwagentape 2 | DE42 (1 Wo.)DE | — | CH89 (1 Wo.)CH | Erstveröffentlichung: 4. September 2020 feat. Olexesh                             |
| 2020 | 20 Zoll MAE Mietwagentape 2           | DE48 (1 Wo.)DE | — | — | Erstveröffentlichung 15. Oktober 2020 feat. Bonez MC                              |
| 2020 | Zero Zero Mietwagentape 2             | DE75 (1 Wo.)DE | — | — | Erstveröffentlichung: 23. Oktober 2020 feat. NGEE                                 |
| 2020 | Veteranos Mietwagentape 2             | DE82 (1 Wo.)DE | — | — | Erstveröffentlichung: 13. November 2020 feat. Hasan.K & Brudi030                  |
| 2023 | Idéal Mannschaft Planet i             | DE— aDE | — | — | Erstveröffentlichung: 26. Oktober 2023 feat. Olexesh, Nimo, Schubi AKpella, Krime |
| 2024 | Tag und Nacht Duo Numero Uno          | DE— bDE | — | — | Erstveröffentlichung: 8. März 2024 feat. Aymen                                    |
| 2024 | So So Def Duo Numero Uno              | DE26 (3 Wo.)DE | — | CH55 (1 Wo.)CH | Erstveröffentlichung: 3. Mai 2024 feat. Summer Cem & Nimo                         |
| 2024 | R32 Duo Numero Uno                    | DE— cDE | — | — | Erstveröffentlichung: 12. Juli 2024 feat. Aymen                                   |
| Folgende Lieder erschienen nicht als Single, wurden aber durch das Album zum Download und Streaming bereitgestellt und konnten somit eine Platzierung erlangen: |                                       | | | |                                                                                   |
| |                                       | | | |                                                                                   |
| 2017 | Kein Rückwärtsgang Diaspora           | DE74 (1 Wo.)DE | — | — | feat. LX                                                                          |
| 2021 | Keine Fantasie Mietwagentape 2        | DE48 (1 Wo.)DE | — | — | feat. Nimo                                                                        |
| 2024 | Paris-Dakar Duo Numero Uno            | DE— dDE | — | — | feat. Haftbefehl & Amo                                                            |

Weitere Singles
- 2011: Auf der Jagd
- 2015: Auf Achse (feat. Hanybal & Nimo)
- 2017: Rillé
- 2020: Digitalwaagendisplays (feat. Hanybal)
- 2020: Di Di (feat. Gringo)
- 2020: GTA dva / Algorhythmus
- 2020: Directors Cut (feat. Azad)
- 2020: FN21 (feat. Olexesh)
- 2021: Nie gesehen (feat. Pajel)
- 2021: Kanaken
- 2021: Kemosabe (feat. Kelvyn Colt)
- 2021: Kopfgefickt (feat. Doezis)
- 2022: Magie (feat. Schubi AKpella & Krime)
- 2022: Heizung auf 10 (feat. Olexesh, Schubi AKpella & Krime)
- 2022: Bolt (feat. Schubi AKpella, Krime)
- 2023: La Haine Rap
- 2024: Metzeral
- 2024: Go Fast (feat. Vega)
- 2024: Ché & A
- 2024: J Puncher
- 2024: Champion (feat. Amo)

### Als Gastmusiker
| Jahr | Titel Album                      | Höchstplatzierung, Gesamtwochen, AuszeichnungChartplatzierungen (Jahr, Titel, Album, Platzierungen, Wochen, Auszeichnungen, Anmerkungen) | Höchstplatzierung, Gesamtwochen, AuszeichnungChartplatzierungen (Jahr, Titel, Album, Platzierungen, Wochen, Auszeichnungen, Anmerkungen) | Höchstplatzierung, Gesamtwochen, AuszeichnungChartplatzierungen (Jahr, Titel, Album, Platzierungen, Wochen, Auszeichnungen, Anmerkungen) | Anmerkungen |
| Jahr | Titel Album                      | DE | AT | CH | Anmerkungen |
| ---- | -------------------------------- | --- | --- | --- | --- |
| 2018 | BWA Rolexesh                     | DE90 (1 Wo.)DE | — | — | Erstveröffentlichung: 2. März 2018 Olexesh feat. Celo & Abdi & Hanybal |
| 2020 | Bist du wach? –                  | DE31 (1 Wo.)DE | — | — | Erstveröffentlichung: 3. April 2020 Azzi Memo feat. verschiedene Künstler |
| 2023 | Ferrari Motor Matador            | DE70 (1 Wo.)DE | — | CH94 (1 Wo.)CH | Erstveröffentlichung: 7. Dezember 2023 Olexesh feat. Celo & Abdi |
| 2024 | Arbeitsamt –                     | DE— eDE | — | — | Erstveröffentlichung: 31. Juli 2024 Amo feat. Celo & Abdi |
| 2025 | Bissu dumm ¿ (Megalodon Remix) – | DE8 (4 Wo.)DE | AT15 (2 Wo.)AT | CH19 (2 Wo.)CH | Erstveröffentlichung: 16. April 2025 Bonez MC & Nate57 feat. AchtVier, AK 33, AK Ausserkontrolle, Azad, Big Toe, Caney030, Celo & Abdi, Crackaveli, Curse, Dardan, Die P, Eno, Finch, Frauenarzt, Hakan Abi, Haze, Jaill, Jan Delay, Jonesmann, Juju, Kaisa Natron, Kolja Goldstein, Kontra K, Kwam.E, Laas Unltd., LX, Makko, Massiv, MP Freshly, Nizi19, Olexesh, OTW, Reeperbahn Kareem, Sa4, Saliou, Samra, Sido, Silva, Sil3A, Ski Aggu, Tom Hengst, Vega, Veysel, Zined |

## Sonderveröffentlichungen

### Videosingles
- 2012: Hektiks
- 2012: Parallelen (feat. Haftbefehl)
- 2012: Besuchstag (feat. Veysel & Xatar)
- 2012: Über Wasser halten
- 2012: Was hat sich verändert??
- 2014: Generation Tschö!
- 2014: Nur noch 60 Sekunden (feat. SSIO)
- 2014: Undergroundchiefs
- 2014: Sektor 6-0 (feat. Hanybal)
- 2014: Das ist erst der Anfang
- 2014: Hadouken (feat. Veysel)
- 2015: Schlaghammer
- 2015: Heckmeck (feat. Haftbefehl & Xatar)
- 2015: Amo aller Amos
- 2015: Bonchance
- 2017: Mondsichel (feat. Hanybal)

### Gastbeiträge
- 2010: FFM-GangBang von Ballamann
- 2011: Wir stehn auf – Rap4Kids (feat. Saman, Demain, Harris, Marc Reis, Hassan Annouri, Yassir, Celo & Abdi) (Video gegen Kindesmisshandlung, Initiatorin Xenia Hügel[6])
- 2011: Halt die Fresse Allstars 04 von AggroTV (feat. Beirut, Capo, Eko Fresh, Ufo361, Kalusha, Tamas, Laas Unltd. Jeyz, DVO, MC Bogy, PA Sports, Mo Trip, Crackaveli, KC Rebell)
- 2011: Nachts geht es weiter von Saipha & Xhraab
- 2011: Dagobert Duck Syndrom von Lazar & Kanakan
- 2011: Haze Business von Amir81
- 2011: Straßenmusik (feat. Amar069 & Tareq) auf Ein Fall für Zwei von DJ Sweap & DJ Pfund 500
- 2011: Hassphalt (feat. Mo-Soul, Juri, Manuellsen, Massiv, Chaker, Celo & Abdi) auf Vermächtnis von Automatikk
- 2011: German Dream vs. Azzlackz (feat. Summer Cem, Capkekz, Haftbefehl) auf The Big Branx Theory von Hakan Abi
- 2011: Con Air auf Streetgladiator von Aslan
- 2012: Großstadtschakale auf Endzeit von King Khalil
- 2012: Gib Dem Azzlack Mehr auf Kanackiş von Haftbefehl
- 2012: Azzlackz Syndikat (feat. Veysel) auf Kanackiş von Haftbefehl
- 2012: Konnekt (feat. Haftbefehl, Capo) auf Nr. 415 von Xatar
- 2012: Es geht nur um Sex auf Spezial Material von SSIO
- 2012: Hemshos und so auf Realität von Schwesta Ewa
- 2012: Von der Straße in die Charts auf Authentic Athletic von Olexesh
- 2013: Money Money (feat. Veysel) auf Blockplatin von Haftbefehl
- 2013: Locker Easy (feat. Capo & Veysel) auf Blockplatin von Haftbefehl
- 2013: Chabos wissen wer der Babo ist Remix (feat. Al Gear, Habesha, Mosh36, Crackaveli, Olexesh, DOE, 60/60, Milonair, & Veysel) auf Blockplatin von Haftbefehl
- 2013: Rotterdam (feat. Veysel) auf der Juice-CD #136 sowie auf Azzlack Kommandant von Haftbefehl
- 2013: Mein Para auf Von Brate Für Brate von Toni der Assi
- 2013: Azzlackz Bumaye (feat. Haftbefehl, Doezis, 60/60, Milonair) von Veysel
- 2013: Azzlack Gambinos (nur Celo) auf 43 Therapie von Veysel
- 2013: Glamour Life (nur Abdi) auf 43 Therapie von Veysel
- 2013: Ghettolied Intifada auf Blut Gegen Blut 3 von Massiv
- 2013: Guten Morgen (Hood Remix) (feat. Julian Williams) auf der Single Guten Morgen von Eko Fresh
- 2013: Frankfurter Zoo auf Der Wolf im Schafspelz von DCVDNS
- 2013: Klischees (feat. Sam) auf #hangster von Psaiko.Dino
- 2013: Brruda von RR
- 2013: Yolo2Punkt0 (G-Sessions Mix) (feat. Harris, Vokalmatador) von MC Fitti
- 2014: City Gangs (nur Celo) auf Nu Eta Da von Olexesh
- 2014: Hokus Pokus(nur Abdi) auf Nu Eta Da von Olexesh
- 2014: 385international(feat. Chaker) auf Nu Eta Da von Olexesh
- 2014: Globaler Handel (feat. Capo) auf AMG von Milonair
- 2014: City Code (feat. Haftbefehl) auf Ben Life von Chaker
- 2014: Meine Kunst auf Album Ben Life von Chaker
- 2014: Rhein-Main Connect (feat. Chaker) auf Farben des Lebens von Amino
- 2014: Run Motherfucker auf Audiovisuell von Veysel
- 2014: Azzlackz sterben jung 2 (Babos Remix) (nur Celo) auf Russisch Roulette Deluxe von Haftbefehl
- 2014: Seele (Babos Remix) (nur Abdi, feat. MoTrip) auf Russisch Roulette Deluxe von Haftbefehl
- 2014: Bis die Kasse stimmt auf Jenseits von Eden 2 von Automatikk
- 2015: Ausbruch in Handschellen (nur Celo) auf Weg von der Fahrbahn von Hanybal
- 2015: Kickdown (nur Abdi) auf Weg von der Fahrbahn von Hanybal
- 2015: Meine Mannschaft auf Masta von Olexesh
- 2015: Der Sound von Aberdeen (feat. Hanybal) auf King of Rap von Roughrider Of Love
- 2015: Rolle auf Chrom auf Unzensiert von Haftbefehl
- 2016: Wo Bist Du? (Street Remix) (feat. Pappa Landliebe) auf Freezy von Eko Fresh
- 2016: Camp Nou (nur Celo) auf Habeebeee von Nimo
- 2016: Nie wieder (nur Abdi) auf Habeebeee von Nimo
- 2016: Moonwalk auf Makadam von Olexesh
- 2016: BLNFFM auf Ich bin ein Berliner von Ufo361
- 2016: Haramstufe Rot auf Haramstufe Rot von Hanybal
- 2017: Black Bombay auf S auf der Brust von AJÉ
- 2017: Trockenrasur auf Trap ‘n’ Haus von Azzi Memo
- 2017: Vollgas auf Allé Allé von Soufian
- 2017: Keine Rolle mehr auf Racaille von Mortel
- 2017: Hype auf K¡K¡ von Nimo
- 2018: BWA (feat. Hanybal) auf Rolexesh von Olexesh
- 2018: Vater gab mir den Namen auf Authentic Athletic 2 von Olexesh
- 2018: Avanti Avanti (feat. Hanybal) auf Der Tijarist von Reda Rwena
- 2019: Benzin auf Augen Husky von Olexesh
- 2019: Schleudern auf Fleisch von Hanybal
- 2017: Bereit auf Nimoriginal von Nimo
- 2020: Bist du wach? (Azzi Memo feat. Nate57, Veysel, Sinan-G, Kool Savas, NKSN, Rola, Disarstar, Maestro, Hanybal, Celo & Abdi, Manuellsen, Silla, Credibil, Ali471, Milonair, Mortel & KEZ)
- 2020: Free O.G. (feat. Olexesh, Nimo, Hanybal, Schubi AKpella, Krime, AJÉ) auf Ott sei Dank von O.G.
- 2020: Aslan Parçasi von Yener Çevik
- 2021: AMG Remix (feat. Alies, MoTrip, Sierra Kidd, Edo Saiya, Kelvyn Colt) auf Aghori von Kool Savas
- 2021: Backstreet Boys (feat. HK) auf Gringo City 2 von Gringo
- 2021: Skyline (feat. Celo & Abdi) auf Ufos überm Block von Olexesh & Hell Yes
- 2021: Gordon Shumway auf 21 von Megaloh
- 2021: Attitüde von Crackaveli
- 2021: Alles was ihr sein wollt auf Warm Up von Twin
- 2021: Chanel auf RAW Tape von YA & Mashkal
- 2022: #weisstduwasichmein auf Mona Liza von Liz
- 2022: TikTok auf Bratan von Olexesh
- 2022: Handschuhfach auf H30D von O.G.
- 2022: Welle hin, Welle her (feat. Haftbefehl) auf ARCH2VE von Soso Mcr
- 2022: Paar Tricks auf Money 4 Brothers 2 von Erabi
- 2022: Cali Keule von Hanybal
- 2022: W2FFM von Ramo
- 2022: ASNS von Zined
- 2022: Malavita von Riccardo
- 2023: Träume sind frei von Hanybal
- 2023: Ferrari Motor auf Matador von Olexesh
- 2024: Tagueule24 auf Interpol von Kolja Goldstein
- 2024: Arbeitsamt (nur Abdi) von Amo

### Freetracks
- 2009: Wettskandal
- 2010: Celo – GTA
- 2009: Abdi – Knakki Style
- 2010: Abdi – Gewalttäter Sport Eintrag
- 2010: Testlines
- 2010: Franzaforta
- 2010: Auf der Jagd
- 2010: Frohes Neues
- 2011: La Révolution (auf der Juice-CD #109)
- 2011: Autre Jour (feat. Rosalie)
- 2011: Gegen die Zeit (feat. Yasmina)
- 2012: Last Action Hero (Remix) (feat. Marsimoto & Kollegah)
- 2012: Über Wasser halten (Remix) (feat. Madame Fleur, auf der Juice-CD #147)
- 2012: Parallelen United Remix 1 (feat. Olexesh, Juri, Elijahu, Doezis, 60/60, Vlacho, Ray Rah, Anoush, Behrang, Credibil, Azro, Ben Salomo, Malik, Tatwaffe)
- 2012: Parallelen United Remix 2 (feat. MoTrip, JokA, Summer Cem, Favorite, Sentino, Animus, Milonair, Timeless, Liquit Walker, Toni der Assi, Bosca, Mosh36, Crackaveli, Massiv, B-Lash, Automatikk, Capo & Veysel)
- 2013: Frohes Neues 2013 (feat. Olexesh & Credibil, prod. von Figub Brazlevič)
- 2013: Durchsuchungsbefehl Remix (feat. SSIO, prod. von Psaiko.Dino)
- 2019: Testlines 2
- 2020: Qush (feat. Rola)

## Statistik

### Chartauswertung
|                     | DE    | AT    | CH    |
| ------------------- | ----- | ----- | ----- |
| Nummer-eins-Alben   | DE—DE | AT—AT | CH—CH |
| Top-10-Alben        | DE4DE | AT—AT | CH2CH |
| Alben in den Charts | DE6DE | AT5AT | CH6CH |

|                       | DE     | AT    | CH    |
| --------------------- | ------ | ----- | ----- |
| Nummer-eins-Singles   | DE—DE  | AT—AT | CH—CH |
| Top-10-Singles        | DE1DE  | AT—AT | CH—CH |
| Singles in den Charts | DE13DE | AT1AT | CH4CH |

### Auszeichnungen für Musikverkäufe
Anmerkung: Auszeichnungen in Ländern aus den Charttabellen bzw. Chartboxen sind in ebendiesen zu finden.
| Land/RegionAuszeichnungen für Musikverkäufe (Land/Region, Auszeichnungen, Verkäufe, Quellen) | Gold  | Platin | Verkäufe | Quellen           |
| -------------------------------------------------------------------------------------------- | ----- | ------ | -------- | ----------------- |
| Deutschland (BVMI)                                                                           | Gold1 | —      | 200.000  | musikindustrie.de |
| Insgesamt                                                                                    | Gold1 | —      |          |                   |